# Dale Jennings
Dale Jennings (* 21. Dezember 1992 in Liverpool) ist ein englischer Fußballspieler.

## Karriere
Der in Liverpool geborene Jennings spielte als Jugendlicher in der Akademie des FC Liverpool, wurde dort aber 15-jährig aussortiert. In der Folge schloss er sich den Tranmere Rovers an, die in Birkenhead nahe Liverpool beheimatet sind. Zu Beginn der Saison 2010/11 gehörte Jennings erstmals zum Profikader der Rovers, die in der drittklassigen Football League One spielten. Er debütierte am 18. September 2010 (7. Spieltag) beim 1:1 im Heimspiel gegen Charlton Athletic. In seinem dritten Spiel erzielte mit den 1:0-Siegtreffer im Auswärtsspiel gegen die Bristol Rovers sein erstes Tor im Profifußball. Bis zum Ende seiner ersten Profisaison wurde er in 29 Ligapartien eingesetzt, in denen er sechs Treffer erzielte. Er wurde im März 2011 bei den Football League Awards als „League One Apprentice of the Year“ (bester Nachwuchsspieler der Liga) ausgezeichnet und zog damit das Interesse zahlreicher englischer Erst- und Zweitligisten auf sich.
Jennings wurde von Dietmar Hamann gescoutet und an Bayerns Sportdirektor Christian Nerlinger empfohlen, der den offensiven Außenbahnspieler im Sommer 2011 zum FC Bayern München holte, die Ablösesumme lag nach Pressemeldungen bei etwa 600.000 Euro. Jennings war zunächst für die in der viertklassigen Regionalliga Süd spielende Zweitmannschaft des FC Bayern vorgesehen. Aufgrund von Verletzungsproblemen verpasste er große Teile seiner beiden Spielzeiten bei den Bayern, zudem tat er sich extrem schwer die deutsche Sprache zu erlernen und wurde von Heimweh geplagt.
Nach 36 Ligaeinsätzen und zwei Toren für das Regionalligateam verließ er den FC Bayern ein Jahr vor Vertragsablauf und kehrte im Sommer 2013 für eine Ablöse von £250.000 nach England zum FC Barnsley zurück. Bei seinem Ligadebüt gegen Wigan Athletic wurde er nur fünf Minuten nach seiner Einwechslung des Feldes verwiesen. Für den Zweitligisten kam er in den ersten Monaten lediglich zu fünf Ligaeinsätzen, bevor er Ende November 2013 für sechs Wochen zum Drittligisten Milton Keynes Dons ausgeliehen wurde. Für diesen stand er in sechs Drittligaspielen in der Startelf und kehrte zu Jahresbeginn zum FC Barnsley zurück. In der Folge absolvierte er für Barnsley weitere 22 Zweitligaspiele und erzielte drei Tore und wurde im März 2014 als EFL Young Player of the Month ausgezeichnet, stieg mit der Mannschaft aber als Tabellenvorletzter in die dritte Liga ab. Nach der Entlassung von Barnsley-Trainer Danny Wilson im Februar 2015, wurde Jennings von dessen Nachfolger Lee Johnson kaum mehr berücksichtigt und dessen Fitnesszustand öffentlich mit den Worten „Du kannst nicht für mich spielen, wenn du nicht rennen kannst.“ gerügt.
Sein Vertrag bei Barnsley wurde im Juli 2015 vorzeitig aufgelöst und Jennings wurde von den Milton Keynes Dons unter Vertrag genommen, der dortige Trainer Karl Robinson kannte Jennings noch aus seiner Zeit an der Liverpool Academy. Auch dort gelang es Jennings nicht sich im Team zu etablieren, wurde öffentlich vom Trainer für sein Übergewicht kritisiert und der Vertrag letztlich nach nur zwei Pflichtspieleinsätzen im Februar 2016 aufgelöst.
Von Februar 2016 bis Ende September 2018 war er vereinslos, bevor er sich dem Neuntligisten Runcorn Town anschloss. Zum Januar 2021 schloss er sich dem walisischen halbprofessionellen Verein Prestatyn Town an. Aufgrund des COVID-19-Pandemie bedingten Saisonabbruchs bestritt er keine Partie für die Waliser. Im Juni 2021 kehrte Jennings zum Runcorn Town FC zurück. Seit Oktober 2021 spielt er für Prescot Cables in der Northern Premier League Division One West, der 7. englischen Liga.